# 요르단-위그너 변환
요르단-위그너 변환(영어: Jordan–Wigner transformation)은 스핀 연산자를 페르미온적 생성 및 소멸 연산자로 매핑하는 변환이다. 이 변환은 파스쿠알 요르단과 유진 위그너에 의해 1차원 격자 모형을 위해 제안되었지만, 현재는 변환의 2차원 유사체도 생성되었다. 요르단-위그너 변환은 종종 이징 모형과 XY 모형과 같은 1차원 스핀 사슬을 정확히 풀기 위해 스핀 연산자를 페르미온 연산자로 변환한 다음 페르미온 기저에서 대각화하는 데 사용된다.
이 변환은 실제로 스핀-1/2 입자와 페르미온의 구별이 존재하지 않음을 보여준다. 임의의 차원을 가진 시스템에 적용할 수 있다.

## 스핀과 페르미온의 유사성
아래에서는 1차원 스핀-1/2 입자 스핀 사슬을 페르미온으로 매핑하는 방법을 보여줄 것이다.
1차원 사슬의 위치 {\displaystyle j}에서 작용하는 스핀-1/2 파울리 행렬 {\displaystyle \sigma _{j}^{+},\sigma _{j}^{-},\sigma _{j}^{z}}를 취한다. {\displaystyle \sigma _{j}^{+}}와 {\displaystyle \sigma _{j}^{-}}의 반교환자를 취하면 페르미온적 생성 및 소멸 연산자에서 예상할 수 있듯이 {\displaystyle \{\sigma _{j}^{+},\sigma _{j}^{-}\}=I}를 얻는다. 우리는 다음과 같이 설정하고 싶을 수 있다.
{\displaystyle \sigma _{j}^{+}=(\sigma _{j}^{x}+i\sigma _{j}^{y})/2\equiv f_{j}^{\dagger }}
{\displaystyle \sigma _{j}^{-}=(\sigma _{j}^{x}-i\sigma _{j}^{y})/2\equiv f_{j}}
{\displaystyle \sigma _{j}^{z}=2f_{j}^{\dagger }f_{j}-I.}
이제 우리는 올바른 동일 위치 페르미온 관계 {\displaystyle \{f_{j}^{\dagger },f_{j}\}=I}를 가지고 있지만, 다른 위치에서는 {\displaystyle j\neq k}일 때 {\displaystyle \{f_{j}^{\dagger },f_{k}\}\neq 0} 및 {\displaystyle [\sigma _{j}^{+},\sigma _{k}^{-}]=0} 관계를 가지므로, 스핀은 페르미온처럼 반교환하지 않고 다른 위치에서 교환한다. 이 유사성을 진지하게 받아들이기 전에 이 문제를 해결해야 한다.
스핀 연산자로부터 진정한 페르미온 교환 관계를 복구하는 변환은 1928년 요르단과 위그너에 의해 수행되었다. 이것은 클라인 변환의 특별한 예이다. 우리는 페르미온 사슬을 취하고 새로운 연산자 집합을 정의한다.
{\displaystyle a_{j}^{\dagger }=e^{\left(+i\pi \sum _{k=1}^{j-1}f_{k}^{\dagger }f_{k}\right)}\cdot f_{j}^{\dagger }}
{\displaystyle a_{j}=e^{\left(-i\pi \sum _{k=1}^{j-1}f_{k}^{\dagger }f_{k}\right)}\cdot f_{j}}
{\displaystyle a_{j}^{\dagger }a_{j}=f_{j}^{\dagger }f_{j}.}
이들은 위에서 위상 {\displaystyle e^{\pm i\pi \sum _{k=1}^{j-1}f_{k}^{\dagger }f_{k}}}만 다르다. 위상은 장의 {\displaystyle k=1,\ldots ,j-1} 모드에서 점유된 페르미온 모드의 수에 의해 결정된다. 위상은 점유된 모드의 수가 짝수이면 {\displaystyle +1}이고, 홀수이면 {\displaystyle -1}이다. 이 위상은 종종 다음과 같이 표현된다.
{\displaystyle e^{\left(\pm i\pi \sum _{k=1}^{j-1}f_{k}^{\dagger }f_{k}\right)}=\prod _{k=1}^{j-1}e^{\pm i\pi f_{k}^{\dagger }f_{k}}=\prod _{k=1}^{j-1}{e^{\pm i\pi {\frac {\sigma _{k}^{z}+I}{2}}}}=\prod _{k=1}^{j-1}(-\sigma _{k}^{z}).}
변환된 스핀 연산자는 이제 적절한 페르미온 정준 반교환 관계를 갖는다.
{\displaystyle \{a_{i}^{\dagger },a_{j}\}=\delta _{i,j},\,\{a_{i}^{\dagger },a_{j}^{\dagger }\}=0,\,\{a_{i},a_{j}\}=0.}
위의 반교환 관계는 다음 관계를 호출하여 증명할 수 있다.
{\displaystyle \{e^{(-i\pi f_{j}^{\dagger }f_{j})},f_{j}\}=\{e^{(i\pi f_{j}^{\dagger }f_{j})},f_{j}^{\dagger }\}=0}
역변환은 다음과 같이 주어진다.
{\displaystyle \sigma _{j}^{+}=e^{\left(-i\pi \sum _{k=1}^{j-1}a_{k}^{\dagger }a_{k}\right)}\cdot a_{j}^{\dagger }}
{\displaystyle \sigma _{j}^{-}=e^{\left(+i\pi \sum _{k=1}^{j-1}a_{k}^{\dagger }a_{k}\right)}\cdot a_{j}}
{\displaystyle \sigma _{j}^{z}=2a_{j}^{\dagger }a_{j}-I}
페르미온 연산자의 정의는 스핀 연산자가 정의된 위치의 왼쪽에 있는 전체 연산자 사슬을 다루어야 하므로 보손 연산자와 관련하여 비국소적이다. 이는 그 반대의 경우도 마찬가지이다. 이것은 주문 연산자 대신 무질서 연산자인 '트 후프트 루프의 예이다. 이것은 또한 S-이중성의 예이기도 하다.
시스템이 1차원보다 많은 차원을 가지더라도 변환은 여전히 적용될 수 있다. 단일 인덱스로 사이트를 임의의 방식으로 레이블링하기만 하면 된다.

## 양자 컴퓨팅
요르단-위그너 변환은 페르미온 해밀토니안을 스핀 해밀토니안으로 매핑하기 위해 역변환될 수 있다. 일련의 스핀은 양자 컴퓨팅을 위한 큐비트 사슬과 동일하다. 일부 분자 포텐셜은 이 변환을 사용하여 양자 컴퓨터에 의해 효율적으로 시뮬레이션될 수 있다.

## 같이 보기
- S-이중성
- 클레인 변환
- 보골류보프 변환
- 홀슈타인-프리마코프 변환
- 요르단-슈윙거 변환

## 추가 자료
- Michael Nielsen, Notes on Jordan-Wigner Transformation - 웨이백 머신 (보관됨 11월 3, 2019)
- Piers Coleman, simple examples of second quantization